# خانه شیرا نزهی
خانه شیرا نزهی مربوط به دوره قاجار است و در شهرستان زابل، بخش شهرکی نارویی، روستای قلعه نو واقع شده و این اثر در تاریخ ۳۰ تیر ۱۳۸۴ با شمارهٔ ثبت ۱۲۲۹۱ به‌عنوان یکی از آثار ملی ایران به ثبت رسیده است.